# 아이태스카호

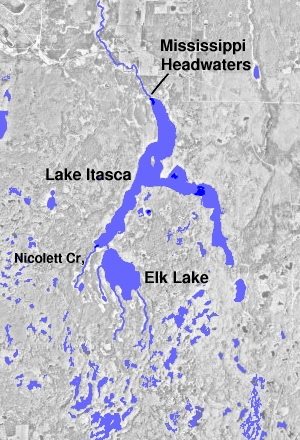
이타스카 호

이타스카 호(Lake Itasca)는 미국 미네소타주에 있는 넓이 4.7 km2의 작은 빙하호이다. 미시시피강의 수원으로, 클리어워터 군의 이타스카 주립공원 남동쪽에 자리하고 있다. 해발 450 m에 위치하며, 평균 깊이는 6-11 m이다.
미시시피 강은 이 호수에서 발원하여 멕시코만까지 3,770 km를 흐른다. 1832년 헨리 스쿨크래프트가 이타스카 호를 미시시피 강의 발원지로 규정했다.

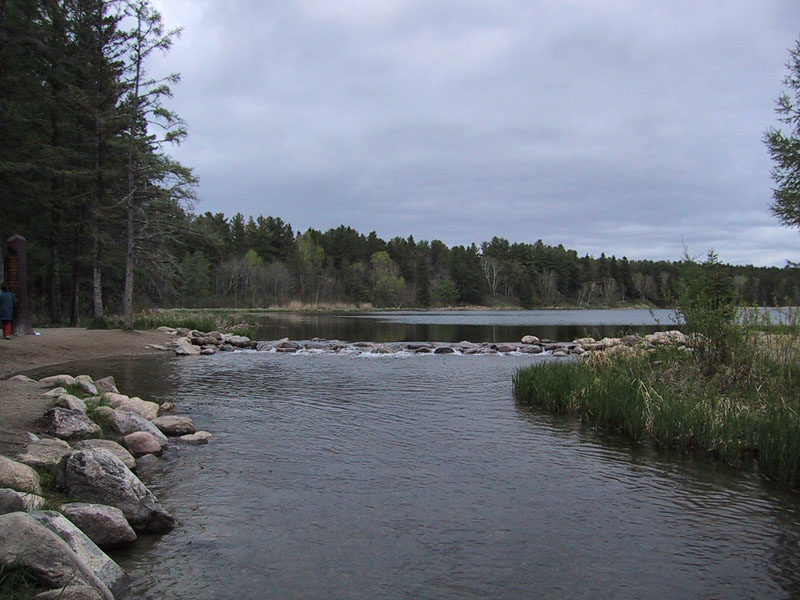
미시시피강의 발원지, 이타스카 호